# Ilmari Aalto
Ilmari Aalto (født 7. august 1891 i Kuopio, død 29. september 1934 i Helsinki) var en finsk maler, der i begyndelsen arbejdede ekspressionistisk med inspiration fra Edvard Munch. Senere blev han en af pionererne inden for finsk kubisme.
Aalto var medlem af den finske kunstnergruppering "Novembergruppen".
| - Selvportrætter af Ilmari Aalto - 1920 - 1922 - 1923 - Ukendt dato - Ukendt dato - Ukendt dato (Bagsiden af 'hat og pibe'-billedet) |

| - Stilleben af Ilmari Aalto - 1921 - 1922 - 1924 - 1925 |

| - Kubistiske værker af Ilmari Aalto - Klokkerne, 1914 - Kubistisk komposition, 1915 - Kubistisk komposition, 1915 |

| - Landskaber af Ilmari Aalto - Udsigt ved bugten Töölönlahti, 1914 - Storm, 1915 - Regnvejr, 1916 - Efterårslandskab med skyer, 1917 |